# Zelotes ryukyuensis
Zelotes ryukyuensis är en spindelart som beskrevs av Takahide Kamura 1999. Zelotes ryukyuensis ingår i släktet Zelotes och familjen plattbuksspindlar. Inga underarter finns listade i Catalogue of Life.